# وريد أجوف سفلي
الوريد الأجوف السفلي وعاء دموي يقوم بحمل الدم الوريدي من الأحشاء والطرفين السفليين إلى القلب.
يحمل الدم غير النقي من الاطراف السفلى واعضاء الحوض والخصيتان والكليتان والكبد. يقع امام اجسام الفقرات القطنية ويصعد إلى الاعلى خلال فتحة في الوتر المركزي لعضلة الحجاب الحاجز ويفتح فوق عضلة الحجاب الحاجز مباشرة في فتحة تقع في القسم السفلي للاذين الأيمن وتحاط هذه الفتحة بصمام يمنع رجوع الدم. طوله حوالي سنتمتر في الصدر فوق عضلة الحجاب الحاجز.

## صفاته
هو أكبر وريد في جسم الإنسان، يتموضع على جدار البطن الخلفي، ينقل معظم الدم الوريدي للجسم الواقع تحت الحجاب الحاجز إلى الأذين الأيمن الموجود في القلب، يتشكل من اتحاد الوريدين الحرقفيين الأصليين.

## وصلات خارجية
- synd/1462 على قاموس من سمى هذا؟ - "Eustachian valve"